# Brodawnik

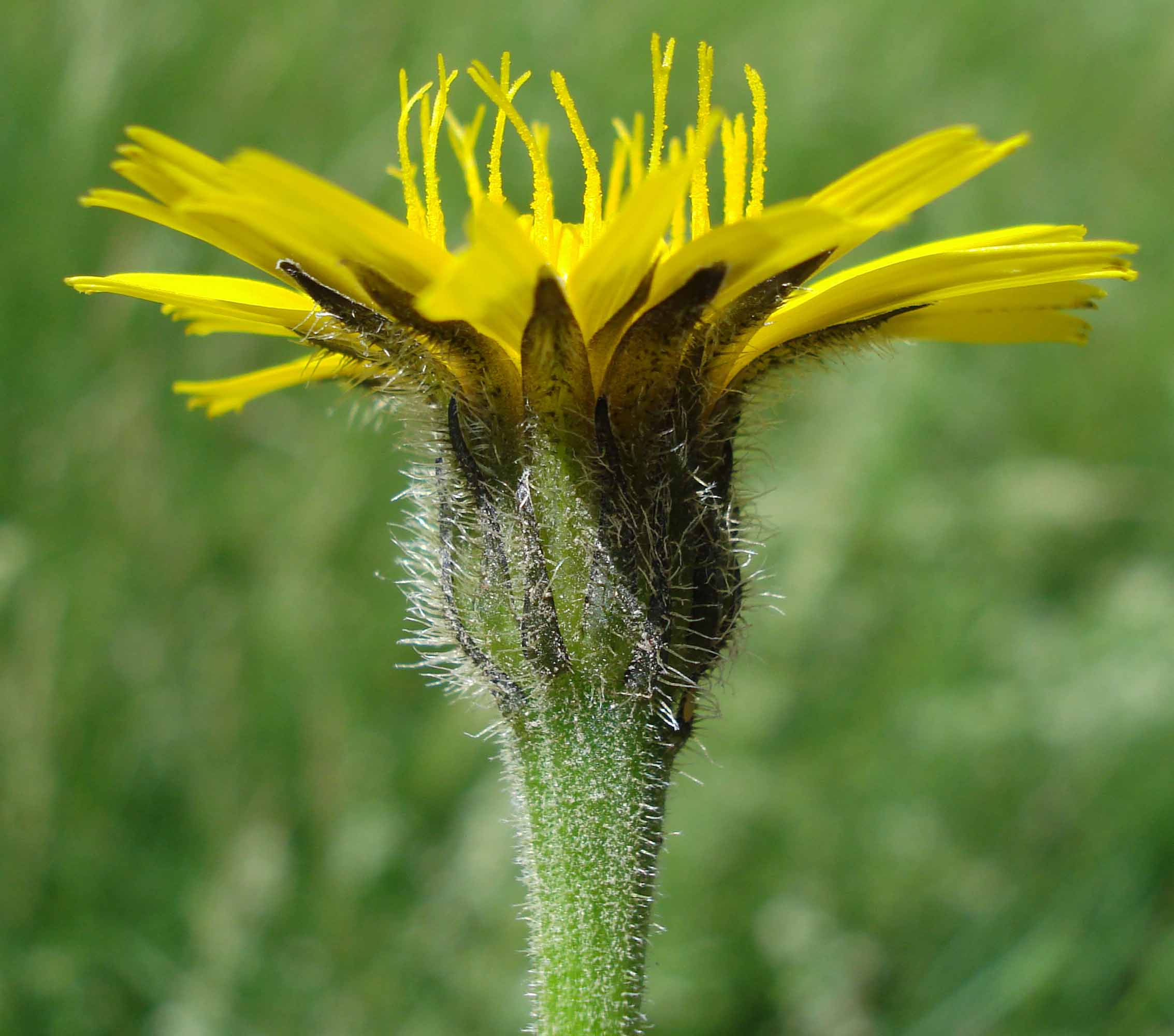
Brodawnik zwyczajny

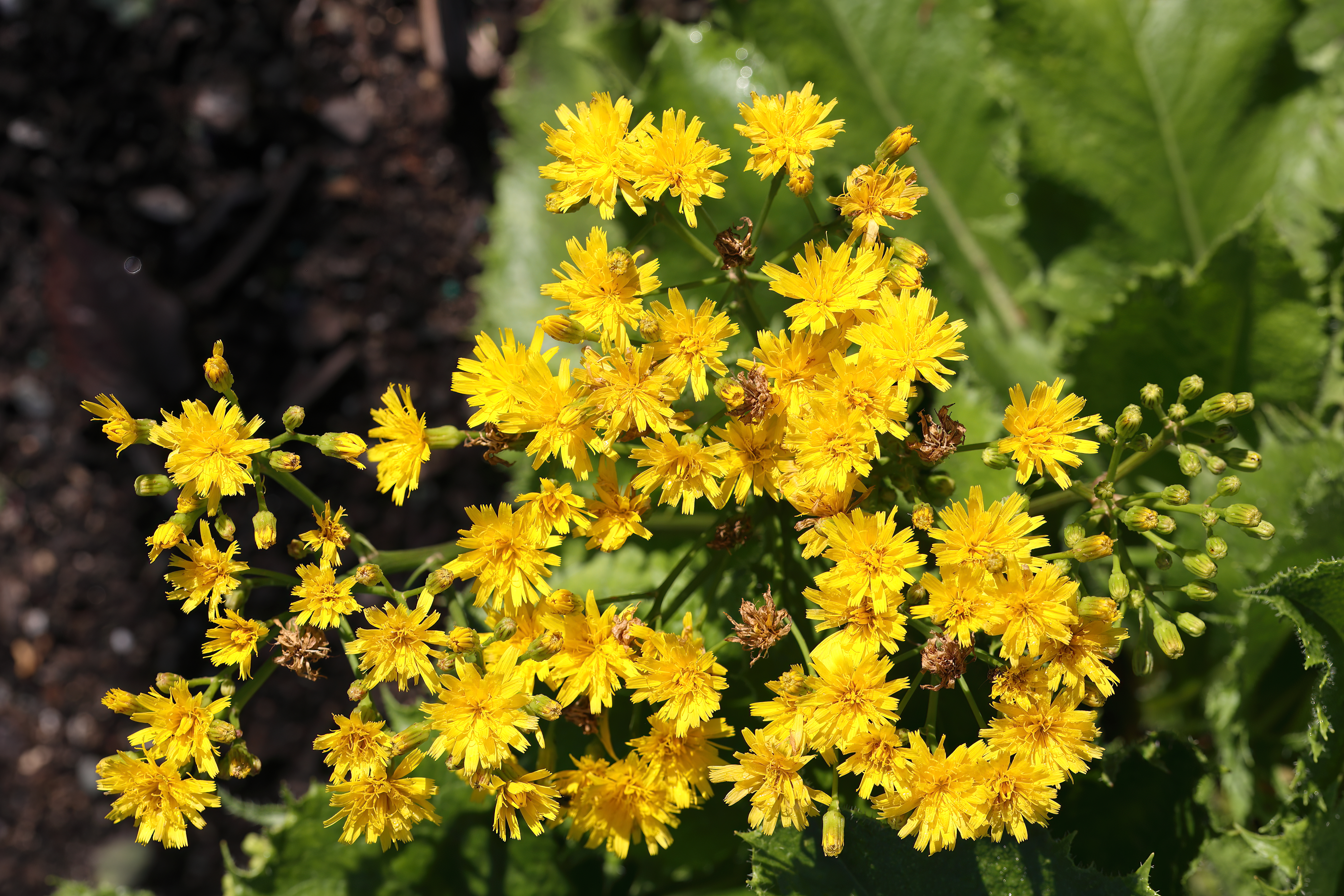
Leontodon rigens

Brodawnik (Leontodon L.) – rodzaj roślin z rodziny astrowatych. Do rodzaju należy 41 gatunków występujących w basenie Morza Śródziemnego i na pozostałym obszarze Europy. Na początku XXI wieku dowiedziono braku bliskiego pokrewieństwa między dwoma podrodzajami tu zaliczanymi i wyodrębniono jeden z nich jako rodzaj Scorzoneroides. W Polsce rośnie pięć gatunków z tego rodzaju w tradycyjnym, szerokim ujęciu lub trzy w wąskim ujęciu.
Jako roślina ozdobna uprawiany jest Leontodon rigens, zwłaszcza jego odmiana o większych koszyczkach – 'Girandole'.

## Rozmieszczenie geograficzne
Zasięg rodzaju obejmuje całą Europę (na tym kontynencie rośnie 27 gatunków), południowo-zachodnią Azję (po Turkmenistan i Iran na wschodzie), północną Afrykę i wyspy Makaronezji.
Gatunki flory Polski
Pierwsza nazwa naukowa według listy krajowej, druga – obowiązująca według bazy taksonomicznej Plants of the World online (jeśli jest inna)
- brodawnik jesienny Leontodon autumnalis L. ≡ Scorzoneroides autumnalis (L.) Moench
- brodawnik różnoowockowy Leontodon saxatilis Lam.
- brodawnik szary Leontodon incanus (L.) Schrank
- brodawnik tatrzański Leontodon pseudotaraxaci Schur ≡ Scorzoneroides pseudotaraxaci (Schur) Holub
- brodawnik zwyczajny Leontodon hispidus L.

## Systematyka
Rodzaj z rodziny astrowatych Asteraceae, podrodziny Cichorioideae, z plemienia Cichorieae i podplemienia Hypochaeridinae. W tradycyjnym szerokim ujęciu rodzaj obejmujący dwa podrodzaje okazał się difiletyczny – na drzewie filogenetycznym oba podrodzaje rozdziela klad z rodzajami goryczel Picris i Helminthotheca. Wyodrębniona w rodzaj Scorzoneroides grupa gatunków różni się także m.in. liczbą chromosomów oraz chemicznie. 
Pozycja filogenetyczna rodzaju w obrębie podplemienia Hypochaeridinae
|  | Prenanthes – przenęt |
|  |                      |
|  | Urospermum           |
|  |                      |

|  | Hypochaeris – prosienicznik |
|  |                             |

|  | Scorzoneroides |
|  |                |

|  | \| \| Helminthotheca \| \| \| \| \| \| Picris – goryczel \| \| \| \| |
|  |                                                                      |
|  | Leontodon – brodawnik                                                |
|  |                                                                      |
|  | Helminthotheca                                                       |
|  |                                                                      |
|  | Picris – goryczel                                                    |
|  |                                                                      |

|  | Helminthotheca    |
|  |                   |
|  | Picris – goryczel |
|  |                   |

|  | Scorzoneroides |
|  |                |

|  | \| \| Helminthotheca \| \| \| \| \| \| Picris – goryczel \| \| \| \| |
|  |                                                                      |
|  | Leontodon – brodawnik                                                |
|  |                                                                      |
|  | Helminthotheca                                                       |
|  |                                                                      |
|  | Picris – goryczel                                                    |
|  |                                                                      |

|  | Helminthotheca    |
|  |                   |
|  | Picris – goryczel |
|  |                   |

|  | Hypochaeris – prosienicznik |
|  |                             |

|  | Scorzoneroides |
|  |                |

|  | \| \| Helminthotheca \| \| \| \| \| \| Picris – goryczel \| \| \| \| |
|  |                                                                      |
|  | Leontodon – brodawnik                                                |
|  |                                                                      |
|  | Helminthotheca                                                       |
|  |                                                                      |
|  | Picris – goryczel                                                    |
|  |                                                                      |

|  | Helminthotheca    |
|  |                   |
|  | Picris – goryczel |
|  |                   |

|  | Scorzoneroides |
|  |                |

|  | \| \| Helminthotheca \| \| \| \| \| \| Picris – goryczel \| \| \| \| |
|  |                                                                      |
|  | Leontodon – brodawnik                                                |
|  |                                                                      |
|  | Helminthotheca                                                       |
|  |                                                                      |
|  | Picris – goryczel                                                    |
|  |                                                                      |

|  | Helminthotheca    |
|  |                   |
|  | Picris – goryczel |
|  |                   |

|  | Prenanthes – przenęt |
|  |                      |
|  | Urospermum           |
|  |                      |

|  | Hypochaeris – prosienicznik |
|  |                             |

|  | Scorzoneroides |
|  |                |

|  | \| \| Helminthotheca \| \| \| \| \| \| Picris – goryczel \| \| \| \| |
|  |                                                                      |
|  | Leontodon – brodawnik                                                |
|  |                                                                      |
|  | Helminthotheca                                                       |
|  |                                                                      |
|  | Picris – goryczel                                                    |
|  |                                                                      |

|  | Helminthotheca    |
|  |                   |
|  | Picris – goryczel |
|  |                   |

|  | Scorzoneroides |
|  |                |

|  | \| \| Helminthotheca \| \| \| \| \| \| Picris – goryczel \| \| \| \| |
|  |                                                                      |
|  | Leontodon – brodawnik                                                |
|  |                                                                      |
|  | Helminthotheca                                                       |
|  |                                                                      |
|  | Picris – goryczel                                                    |
|  |                                                                      |

|  | Helminthotheca    |
|  |                   |
|  | Picris – goryczel |
|  |                   |

|  | Hypochaeris – prosienicznik |
|  |                             |

|  | Scorzoneroides |
|  |                |

|  | \| \| Helminthotheca \| \| \| \| \| \| Picris – goryczel \| \| \| \| |
|  |                                                                      |
|  | Leontodon – brodawnik                                                |
|  |                                                                      |
|  | Helminthotheca                                                       |
|  |                                                                      |
|  | Picris – goryczel                                                    |
|  |                                                                      |

|  | Helminthotheca    |
|  |                   |
|  | Picris – goryczel |
|  |                   |

|  | Scorzoneroides |
|  |                |

|  | \| \| Helminthotheca \| \| \| \| \| \| Picris – goryczel \| \| \| \| |
|  |                                                                      |
|  | Leontodon – brodawnik                                                |
|  |                                                                      |
|  | Helminthotheca                                                       |
|  |                                                                      |
|  | Picris – goryczel                                                    |
|  |                                                                      |

|  | Helminthotheca    |
|  |                   |
|  | Picris – goryczel |
|  |                   |

Wykaz gatunków
- Leontodon albanicus (F.K.Mey.) F.Conti
- Leontodon anomalus Ball
- Leontodon apulus (Fiori) Brullo
- Leontodon asperrimus (Willd.) Endl.
- Leontodon balansae Boiss.
- Leontodon berinii (Bartl.) Roth
- Leontodon biscutellifolius DC.
- Leontodon boryi Boiss. ex DC.
- Leontodon bourgaeanus Willk.
- Leontodon caroliaedoi Talavera & M.Talavera
- Leontodon × carreiroi (Gand.) M.Moura & L.Silva
- Leontodon caucasicus (M.Bieb.) Fisch.
- Leontodon crispus Vill.
- Leontodon djurdjurae Coss. & Durieu ex Batt. & Trab.
- Leontodon dubius (Hoppe) Poir.
- Leontodon eriopodus Emb. & Maire
- Leontodon farinosus Merino & Pau
- Leontodon filii (Hochst. ex Seub.) Paiva & Ormonde
- Leontodon × friasi M.Moura & Silva
- Leontodon graecus Boiss. & Heldr.
- Leontodon × grassiorum Zidorn
- Leontodon hellenicus Phitos
- Leontodon hirtus L.
- Leontodon hispidus L. – brodawnik zwyczajny
- Leontodon hochstetteri M.Moura & Silva
- Leontodon hyoseroides Welw. ex Rchb.
- Leontodon incanus (L.) Schrank – brodawnik szary
- Leontodon intermedius Huter, Porta & Rigo
- Leontodon kotschyi Boiss.
- Leontodon kulczynskii Popov
- Leontodon libanoticus Boiss.
- Leontodon longirostris (Finch & P.D.Sell) Talavera
- Leontodon maroccanus (Pers.) Ball
- Leontodon oxylepis Boiss. & Heldr.
- Leontodon pinetorum Pau
- Leontodon pitardii Maire
- Leontodon rigens (Aiton) Paiva & Ormonde
- Leontodon rosanoi (Ten.) DC.
- Leontodon saxatilis Lam. – brodawnik różnoowockowy
- Leontodon siculus (Guss.) Nyman
- Leontodon stenocalathius Rech.f.
- Leontodon tenuiflorus (Gaudin) Rchb.
- Leontodon tingitanus Ball
- Leontodon tuberosus L.
- Leontodon × vegetus Finch & P.D.Sell